# 李際元
李際元（1490年—？），字通甫，號北墅，山東兖州府東平州陽穀縣人，民籍，明朝政治人物。

## 生平
正德五年庚午科山東鄉試第二十名舉人。正德六年（1511年）中式辛未科會試第二百九十四名，登第三甲第二百一十四名進士。初官河南怀庆府推官，以风裁升兵部职方司主事，差守山海关，禁取商利，与武臣龃龉，遂称疾归。起复车驾司主事，值正德皇帝南征，修兵马，备舟楫，综理劳勚，上以金帛赉之。寻升武库员外郎，嘉靖二年（1523年）十二月转陕西按察司佥事，备边榆林。丁外艰，复除四川叙泸兵备，以水土不宜，病疏三上，不报，抚按奏请改调，始归，寻致仕，祀乡贤祠。

## 家族
曾祖李□；祖父李瑄，曾任前□；父李子章，母申氏。具庆下。弟復元、继元、宗元。